# Richard Price (Philosoph)

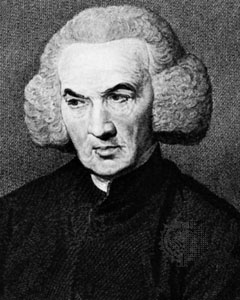
Richard Price

Richard Price (* 23. Februar 1723 in Llangeinor, Glamorgan, Wales; † 19. April 1791 in London, England) war ein walisischer ethischer Philosoph, Prediger der englischen Dissenter sowie ein aktiver Flugblattschreiber in der Amerikanischen Revolution. Er pflegte Kontakte mit Schreibern der Verfassung der Vereinigten Staaten. Die meiste Zeit seines Lebens verbrachte er als Pfarrer in der Newington Green Unitarian Church, wo er möglicherweise die Person, die er am meisten beeinflusst hat, kennenlernte: Mary Wollstonecraft, die seine Ideen im Egalitarismus im Kampf für Frauenrechte in der Französischen Revolution nutzte. Zusätzlich zu seiner Arbeit als politischer Philosoph war er auch in der Royal Society aktiv.

## Leben und Wirken

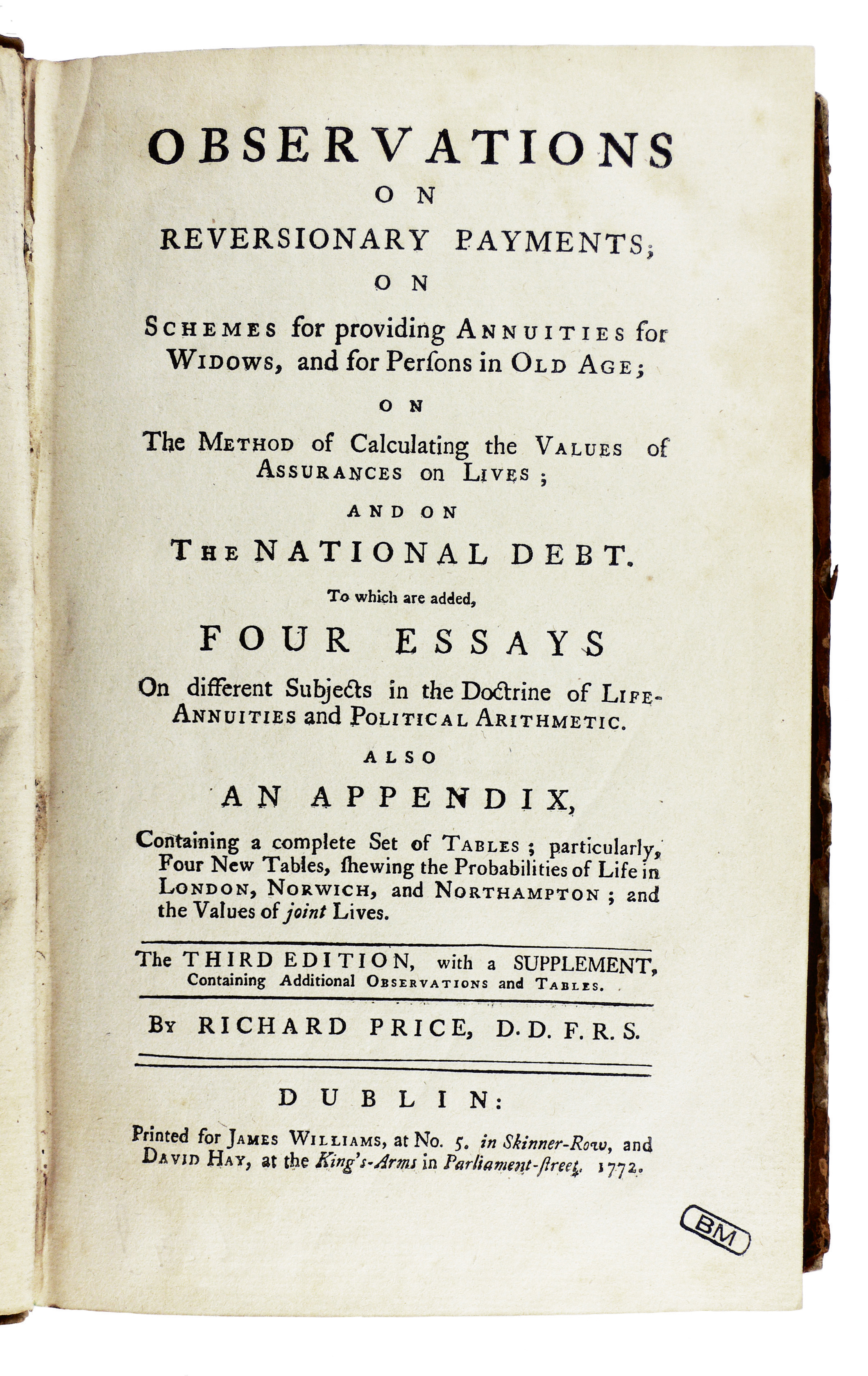
Observations on reversionary payments, 1772

Richard Price wurde als Sohn eines Dissenter Pfarrers in Llangeinor, Glamorgan geboren. Er bekam Privatunterricht und in einer Schule für Dissenter in London wurde er Kaplan und Begleiter seines Meisters in Stoke Newington, das früher nahe und jetzt im Inneren Londons liegt. 1757 starben sein Meister und sein Onkel und er heiratete Sarah Blundell aus Leicestershire. Ein Jahr drauf zog die Familie nach Newington Green im Norden von London, in ein Haus, das schon damals hundert Jahre alt war. Richard Price wurde Pfarrer in der Newington Green Unitarian Church, einer Gemeinde, die bis heute besteht und eine der ältesten unitarischen Gemeinden Englands ist.
Am 101. Jahrestag des Beginns der „Glorious Revolution“, dem 4. November 1789, hielt Price eine Predigt mit dem Titel A Discourse on the Love of our Country und verursachte damit eine öffentliche Kontroverse über die politische Bedeutung der Französischen Revolution, die als „Revolution Controversy“ bekannt wurde. In der Predigt zog Price Parallelen zwischen der „Glorreichen Revolution“ von 1688 (derer die London Revolution Society mit einem Dinner am selben Tag gedachte) und der Französischen Revolution von 1789, wobei er behauptete, dass die erstere die Ideen der Aufklärung befördert und damit den Ereignissen von 1789 den Weg geebnet habe. Er stellte damit das seinerzeit umstrittene Revolutionsgeschehen in Frankreich in eine Reihe mit der Englischen Revolution des 17. Jahrhunderts, die in der politischen Kultur Großbritanniens weithin positives Ansehen genoss. In Edmund Burke fand Price einen bedeutenden Kritiker dieser Geschichtsauffassung.
In der Kirche und in seinem Haus wurde Price von Gründervätern der Vereinigten Staaten wie Benjamin Franklin, Thomas Paine und Thomas Jefferson, anderen amerikanischen Politikern wie John Adams, der später zweiter Präsident der Vereinigten Staaten wurde, Britischen Politikern wie George Lyttelton und Premierminister William Pitt, Philosophen wie David Hume, Unterstützern der Französischen Revolution und anderen politischen Gästen besucht. Price hatte ein gutes Verhältnis zu seinen Nachbarn und Gemeindemitgliedern. 1782 wurde er in die American Academy of Arts and Sciences gewählt.
Zusammen mit seinen Nachbarn James Burgh und Thomas Rogers organisierte er jeden Tag ein gemeinsames Abendessen, das von Haus zu Haus wechselte.